# Marie-Hélène Schune
Marie-Hélène Schune est une chercheuse française en physique des particules. Elle travaille au Laboratoire de physique des deux infinis Irène Joliot-Curie. Ses contributions exceptionnelles, similairement à ses prédécesseurs prix Nobel Claude Cohen-Tannoudji (1964) et Georges Charpak (1971), conduisent à lui attribuer la médaille d'argent du CNRS en 2019.

## Biographie
Marie-Hélène Schune soutient sa thèse de doctorat en physique des particules de l’université Paris Sud en 1990. La même année, elle entre au CNRS en tant que chargée de recherche au Laboratoire de l'accélérateur linéaire. Elle devient membre de la collaboration du détecteur de particules ALEPH au CERN. En 1997, elle rejoint l'équipe de l'expérience BaBar du Centre de l'accélérateur linéaire de Stanford aux États-Unis. En 2006, elle rejoint celle de l'expérience LHCb au CERN axée sur la physique des mésons B. En 2013 elle devient directrice de recherche de première classe. Ses recherches portent sur la symétrie CP et sur l'asymétrie matière-antimatière. Elle est membre de l'Union internationale de physique pure et appliquée depuis 2017. Elle a par ailleurs exercé des responsabilités d'enseignement au sein du master NPAC de l'université Paris-Saclay dans les années 2000 où son cours de physique des particules rencontre une renommée mondiale, et constitue depuis, une référence indispensable pour les universitaires enseignant la physique des constituants élémentaires.

## Honneurs et récompenses
- 2019 : Médaille d'argent du CNRS[5].
- 2021 : Prix de l'État de l'Académie des sciences[6]